# Katrine Aalerud
Katrine Aalerud (Vestby, 4 de diciembre de 1994) es una ciclista noruega que compite en el Uno-X Mobility del UCI Women's WorldTeam.
Participó en la carrera de ruta femenina en el Campeonato Mundial de Ciclismo en Ruta de 2016, terminando en el puesto 39.

## Palmarés
2016
- 3.ª en el Campeonato de Noruega en Ruta

2017
- 3.ª en el Campeonato de Noruega Contrarreloj
- 2.ª en el Campeonato de Noruega en Ruta

2019
- 2.ª en el Campeonato de Noruega Contrarreloj

2020
- Campeonato de Noruega Contrarreloj

2021
- Campeonato de Noruega Contrarreloj

2022
- 2.ª en el Campeonato de Noruega Contrarreloj

2023
- Vuelta a Andalucía
- 2.ª en el Campeonato de Noruega en Ruta

2024
- Campeonato de Noruega Contrarreloj
- 3.ª en el Campeonato de Noruega en Ruta

2025
- Campeonato de Noruega Contrarreloj
- 2.ª en el Campeonato de Noruega en Ruta